# Wikipédia en niha
Wikipédia en niha (en niha : Wikipedia Li Niha) est l’édition de Wikipédia en niha (ou nias), langue  malayo-polynésienne occidentale parlée dans l'île de Nias et dans les Îles Batu au Nord de l'île de Sumatra en Indonésie. L'édition est lancée le 11 janvier 2021,,,. Son code est : nia.
Au 20 mars 2025, l'édition en niha contient 1 753 articles et compte 2 357 contributeurs, dont 12 contributeurs actifs et 3 administrateurs.

## Présentation

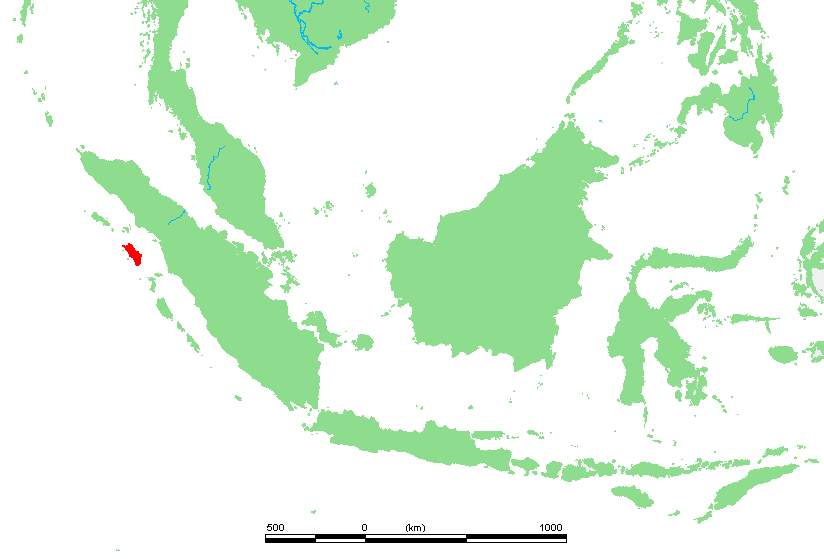
Localisation de l'île de Nias en Indonésie.
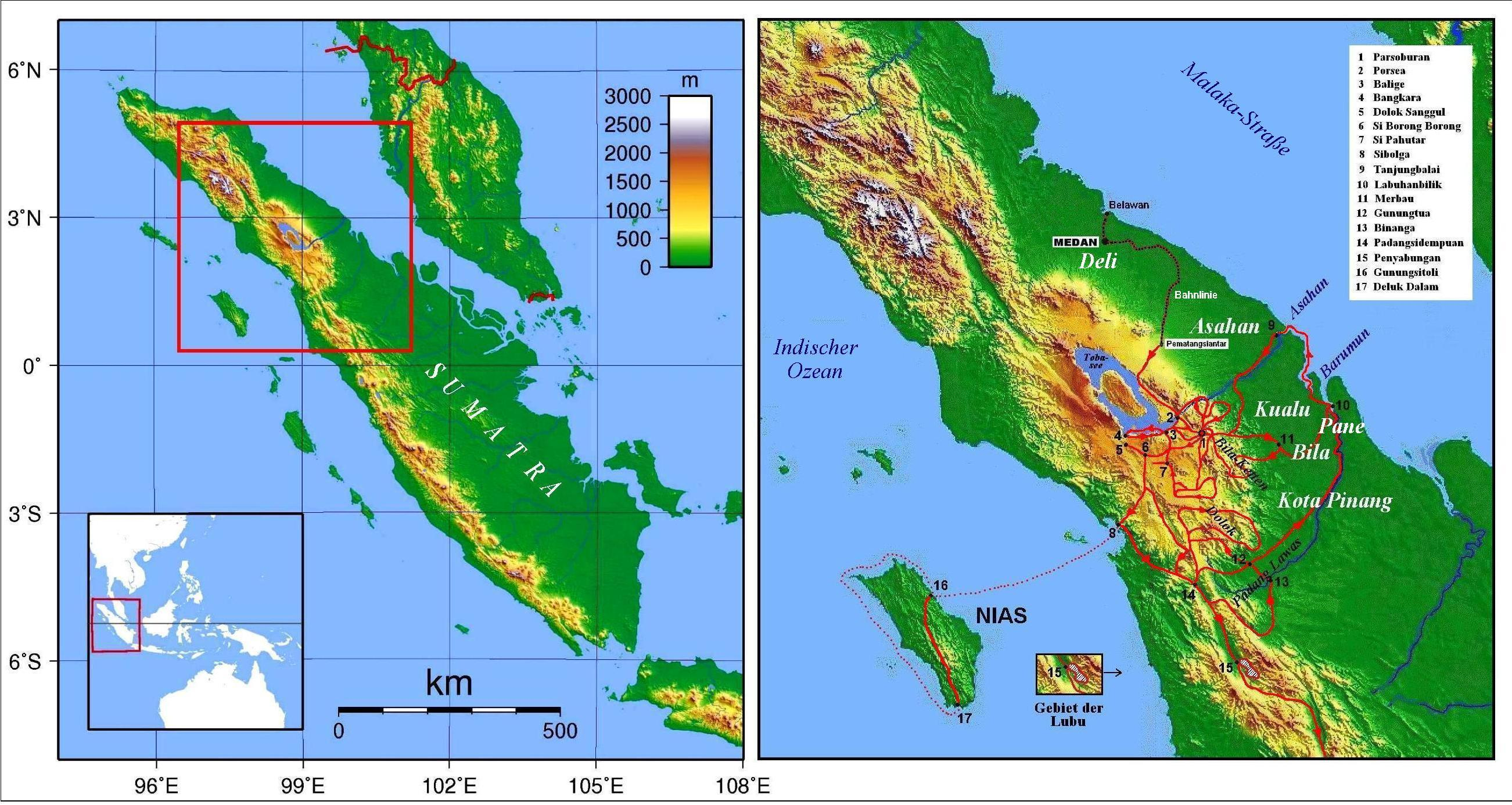
Localisation de l'île de Nias au Nord de l'île de Sumatra.
Localisation de la langue niha au sein des langues parlées au Nord de Sumatra.

## Statistiques
- Le 17 octobre 2024, l'édition en niha contient 1 729 articles et compte 2 157 contributeurs, dont 18 contributeurs actifs et 3 administrateurs.